# Chromatomyia actinidiae
Chromatomyia actinidiae är en tvåvingeart som beskrevs av Mitsuhiro Sasakawa 1998. Chromatomyia actinidiae ingår i släktet Chromatomyia och familjen minerarflugor. Inga underarter finns listade i Catalogue of Life.